# Русско-турецкая война (1710—1713)
Ру́сско-туре́цкая война́ 1710—1713 годов — война между Русским царством и Османской империей. Основным событием стал неудачный Прутский поход царя Петра I в 1711 году, приведший Россию к поражению в войне.

## Предыстория

### Отношения России с Османской империей в 1700—1709 годах
Через год после заключения в 1700 году Константинопольского мирного договора в Константинополь был направлен князь Д. М. Голицын с целью убедить османов дать разрешение русским кораблям плавать свободно по Чёрному морю. Поездка Голицына не увенчалась успехом. Османское правительство не согласилось, и Голицын вынес из поездки вообще такое впечатление, что османы очень недоброжелательно относятся к России и готовы воспользоваться всяким удобным случаем, чтобы вернуть себе назад все сделанные по последнему миру территориальные уступки. Такое положение дел могло создать большие затруднения для России ввиду войны со Швецией. Двух войн сразу на тот момент Россия не могла вести. 
Пётр I решил употребить все меры, чтобы предотвратить возможность новой войны с Османской империей. С этой целью в ноябре 1701 года он отправил Петра Андреевича Толстого для постоянного пребывания при дворе султана Мустафы II. Он должен был собрать самые точные сведения об Османской империи в отношениях политическом, административном, военном, экономическом и даже бытовом. Толстого встретили в Константинополе очень подозрительно, и к дому его был приставлен караул. Тем не менее ему удалось выведать, что главным противником России был крымский хан Девлет II Гирей, который распространял тревожные слухи с целью побудить султана к новой войне с Россией. Толстому удалось свергнуть при помощи матери султана великого визиря, сочувствовавшего планам Девлета II. Вскоре, в 1703 году, умер и султан Мустафа, и на престол был возведён его брат Ахмед III. Боясь заговоров, он часто менял великих визирей и привёл империю в такое положение, что о войне и думать нельзя было.
Так продолжалось до 1706 года, когда новый хан Крыма Газы III Гирей донёс, что причерноморские ногайцы терпят от русских религиозные преследования и изъявляют желание переселиться в пределы Османской империи. Французский посланник при дворе султана всячески старался поссорить османов с Россией. Но султан и теперь не решался на войну, и в этом отношении соболи и деньги, раздававшиеся щедро Толстым, делали своё дело. В июне 1709 года пришло новое письмо от восстановленного на крымском престоле Девлета II Гирея с тревожными известиями, что русский военный флот появился уже в Азовском море.

### Интриги Карла XII и объявление войны
После разгрома шведской армии в Полтавской битве в 1709 году шведский король Карл XII укрылся в городе Бендеры, владении Османской империи. Желая побудить султана к войне с Россией, Карл написал ему письмо, в котором изложил все выгоды этой войны и предлагал союз Швеции. Предложение это, однако, не имело успеха. Великий визирь Чорлулу Али-паша вёл политику мира, он обещал шведскому королю помощь, направил ему подарки, заверял в своем расположении, в действительности же он не хотел грядущей войны. При содействии визиря Пётр даже заключил с Османской империей договор, по которому последняя обязывалась удалить из своих пределов Карла и всех бежавших с ним казаков. Узнав об этом, король шведский отправил в Константинополь преданного ему польского эмиссара рода Сапег генерала Станислава Понятовского и при посредстве его и дворцовых интриг свергнул великого визиря Али-пашу, которого сослали на Лесбос и позже жестоко казнили. Новый визирь Нуман-паша Кёпрюлю также был против разрыва мирных отношений с Россией и помог Карлу только деньгами. Тогда Карл решился на другое средство. Интриги Понятовского подняли восстание янычаров. В это же самое время Пётр усиленно стал настаивать на удалении Карла из османских пределов, грозя в противном случае начать военные действия в союзе с королём польским. В ответ султан Ахмед III под влиянием французской и шведской дипломатии и особенно под давлением своего вассала, крымского хана Девлета II Гирея, объявил 20 ноября 1710 года войну России. Толстой был посажен в Семибашенный замок. Как писал английский посол в Стамбуле Саттон, «война с Россией целиком является делом татарского хана».

### Планы сторон
В декабре 1710 года крымский хан Девлет II Гирей встретился в Бендерах с шведским королём Карлом XII и гетманом Правобережной Украины Филиппом Орликом. Было решено нанести удар по Правобережной Украине соединёнными силами ханского сына Мехмеда Гирея с орликовцами и поляками (противниками Петра I) и одновременно по Левобережной Украине силами самого крымского хана с запорожцами. Турция была занята войной в Ливане и собиралась воевать через своих вассалов.
Пётр I решил действовать наступательно и, нанося отвлекающие удары по крымским татарам и их союзникам, атаковать Османскую империю через Молдавию и Валахию, где его союзниками стало бы христианское население империи.

## Ход войны
В январе 1711 года крымское войско (80—90 тысяч человек) вышло из Крыма. На Левобережье Днепра хан повёл до 40 тысяч воинов, правым берегом Днепра на Киев пошли Мехмед Гирей с 40 тысячами крымских татар в сопровождении 7—8 тысяч казаков (сторонников Ф. Орлика и запорожцев), 3—5 тысяч поляков Потоцкого и небольшого шведского отряда полковника Густава Цюлиха (700 солдат).

### Левобережье Украины
На Левобережье хан Девлет II Гирей рассчитывал на помощь ногайцев с Кубани. Русские войска, противостоящие крымцам на Левобережье, состояли из 11 тысяч солдат генерал-майора Ф. В. Шидловского в районе Харькова, корпуса Ф. М. Апраксина под Воронежем и 5 тысяч донских казаков. Столкнувшись с Белгородской и Изюмской крепостными оборонительными линиями, крымцы в середине марта повернули в Крым, оставив полуторатысячный гарнизон под общим командованием запорожского полковника Нестулея в захваченной ими без боя Новосергиевской крепости.
В апреле Новосергиевская крепость была освобождена отрядом Шидловского.

### Правобережье Украины
Поначалу соединённые силы крымских татар, сторонников Орлика, запорожцев и поляков имели успех на правом берегу Днепра, слабо прикрытого русскими войсками. Союзники захватили ряд крепостей и разбили при Лисянке отряд есаула Бутовича, посланного гетманом И. Скоропадским. Однако затем между украинцами, поляками и татарами начались серьёзные разногласия. Казаки призывали к борьбе за независимость Украины, поляки Потоцкого хотели присоединения Украины к Речи Посполитой, крымское войско было заинтересовано в грабеже и угоне пленников.
25 марта (ст.стиль) 30 тысяч крымских татар и запорожцев подошли к Белой Церкви. Их первый штурм был отбит русским гарнизоном (ок. 1000 человек), на следующий день гарнизон сделал вылазки, в которых татары понесли большие потери и предпочли отойти к Фастову. После этого поражения крымские отряды стали заниматься грабежом и захватом мирных жителей. Главнокомандующий русскими силами на Украине Д. М. Голицын собрал для отпора набегу 9 драгунских и 2 пехотных полка, которые заставили в конце апреля отступить Орлика и Мехмеда Гирея в Бендеры, османские владения. 15 (26) апреля 1711 года возле Богуслава Голицын настиг часть татар и отбил свыше 7 тысяч захваченных пленников.

### Кубань
Ещё в январе 1711 года было принято решение послать на Кубань экспедицию под командованием казанского губернатора П. М. Апраксина. В мае 3 пехотных и 3 драгунских полка (6300 человек) вышли из Казани, в Царицыне к ним присоединились иррегулярные войска и яицкие казаки. Позднее подошло 20 тысяч калмыков тайши Аюки.
В августе Апраксин вышел из Азова и направился на Кубань. В победной реляции сообщалось, что было побито более 11 тысяч ногайцев, а 21 тысяча взята в плен. В сентябре русские и калмыки разбили войско калги Бахти Гирея из 7 тысяч татар и 4 тысяч казаков-некрасовцев. Был отбит русский полон в 2 тысячи человек. Известие о заключении Прутского мира заставило Апраксина вернуться в Азов.

### Поход на Крым
После отражения нападения крымцев на Русское государство, русские войска под началом Бутурлина перешли в наступление. 30 мая 1711 года 7 пехотных и 1 драгунский полки (7178 человек), а также 20 тысяч казаков Скоропадского вышли в поход на Крым. Движение войска было крайне затруднено громоздким обозом, в котором везли припасы, необходимые в засушливых степях. Первоначально планировалось послать в Крым через Сиваш лёгкие казацкие отряды, но, как выяснилось, сделать этого было нельзя из-за нехватки лёгких судов. В войсках начался голод, ели одну конину. Девлет II вывел часть конницы из Крыма и приступил к широкомасштабным партизанским действиям в тылу русских войск: как в войсках, пытавшихся блокировать Перекоп, так и в тылу основной армии, двигавшейся с Петром I на Дунай.
Голод и действия крымцев заставили в конце июля отступить Бутурлина и Скоропадского от Крыма в целом повторив в меньшем масштабе историю походов Голицына времён регентства Софьи Алексеевны.

### Черногория. Миссия Милорадовича и Лукачевича
В начавшийся войне Пётр I рассчитывал использовать национально-освободительное движение угнетённых славянских народов против турок в своих интересах. В 1711 году с тайной миссией поднять восстание черногорцев, герцеговинцев и жителей Адриатического приморья на Балканы были направлены служившие в русской армии герцеговинец полковник Михаил Милорадович и черногорец капитан Иван Лукачевич, снабжённые грамотами Петра I. Тайная миссия была удачной лишь в Черногории — в июне 1711 года Милорадович с небольшим отрядом высадился на побережье Адриатики и вскоре прибыл в Цетине, где без особых усилий добился того, что черногорцы взялись за оружие. В июле 1711 года черногорское ополчение вместе с небольшим отрядом Милорадовича перешло границу и напало на турецкие крепости Грахово, Никшич, Спуж и Гацко, однако не добилось успеха в их штурмах. В ответ против черногорцев была брошена 20-тысячная армия боснийского визиря Ахмет-паши Шапшатлии, в то же время потерпел неудачу Прутский поход Петра I. В мирном договоре, заключённом по итогам поражения Русского царства, о балканских славянах в целом и черногорцах в частности не было сказано ни слова, а уже весной 1712 года российская военная миссия была вынуждена отбыть из Черногории, оставив её один на один со враждебной Османской империей. В дальнейшем, несмотря на победу черногорцев у Царёва Лаза, турецкая армия заняла Цетине, а владыка Данило Шчепчевич Негош был вынужден искать убежища у венецианцев.

### Прутский поход
В апреле 1711 года Россия заключила союз с молдавским господарем Дмитрием Кантемиром. 27—30 мая Борис Шереметев переправил свою конницу через Днестр на территорию Молдавии и двинул на Исакчу для захвата переправ через Дунай, но, получив сведения о подходе к Дунаю крупных османских сил, повернул на Яссы, куда 25 июня подошли главные силы русской армии под командованием Петра I.
Османская армия великого везира Баталджи паши (около 120 тысяч человек, свыше 440 орудий) 18 июня переправилась через Дунай у Исакчи и соединилась на левом берегу Прута с 70-тысячной конницей крымского хана Девлета II Гирея. Пётр I, направив 7-тысячный конный отряд генерала Карла Ренне на Браилов, 30 июня с главными силами (38 тысяч русских, 114 орудий) двинулся по правом берегу Прута и 7 июля достиг Станилешти. Турки переправились через Прут у Фальчи и 8 июля атаковали русский авангард южнее Станилешти.
Русские войска отошли в укреплённый лагерь у Новой Станилешти, который 9 июля был окружён противником. Три штурма были отражены, турки потеряли 8 тысяч убитыми, но положение русских войск стало критическим из-за отсутствия боеприпасов и продовольствия. Были начаты переговоры, на подкуп визиря было выделено из казны 150 тыс. рублей, суммы поменьше предназначались другим турецким начальникам и даже секретарям. 

## Прутский мир и последующие события
12 июля 1711 года заключён Прутский мирный договор. В это время 12-тысячный русский корпус генерала Рённе совершал рейд через Валахию к Дунаю в тыл турок. 14 июля русские взяли штурмом турецкую крепость Браилов, турецкий гарнизон капитулировал. Однако узнав о заключении мира, Ренне был вынужден оставить город и вернуться к главной армии.
По итогам мирного договора русские войска (а также часть молдаван с Кантемиром) получили свободный выход из Молдавии, но Россия возвращала Османской империи Азов и ликвидировала крепости на Азовском море.
Пётр не сразу решился привести в исполнение постановление Прутского договора. Он потребовал сначала удаления Карла XII из пределов Османской империи. Османы же требовали начать с передачи им Азова и с уничтожения крепостей. В помощь П. А. Толстому в Константинополь был отправлен П. П. Шафиров. Препирательства продолжались до декабря 1711 года, когда Порта решительно заявила, что она считает договор со стороны России нарушенным и войну объявленной. Пётр решил уступить. При помощи английских и голландских послов между Петром и Портой был заключён новый договор на следующих условиях: Пётр должен был вывести свои войска из Польши и совершенно устранить себя от вмешательства в её дела; Порта, в свою очередь, обязана была удалить из своих пределов Карла, хотя и не устанавливала для этого срока; на правом берегу Днепра за Россией оставлен был только Киев с областью, отведённой к нему по вечному миру с Польшей в 1686 году. Всякое вмешательство России в дела правобережных казаков запрещалось. Между Черкасском и Азовом нельзя было строить новых крепостей. Договор этот был заключён на 25 лет; но исполнять его не думали.
Карл XII старался побудить султана к войне с Россией; Пётр не выводил своих войск из Польши. Придравшись к этому, султан 29 ноября 1712 года объявил войну России и приказал посадить Толстого и Шафирова в Семибашенный замок. Французский посланник особенно содействовал этой войне, которая ему казалась лёгкой и выгодной. 
До войны дело, однако, не дошло. Между турками и остатками шведских войск произошло столкновение, и Карл XII был заключён в бендерскую крепость; великий визирь и другие советники, содействовавшие войне с Россией, были отставлены и заменены новыми. Султан вступил в переговоры с Шафировым, причём к предыдущему договору требовал присоединения двух пунктов, чтобы московский царь выплачивал ежегодную дань крымскому хану и чтобы граница России была установлена между речками Самарой и Орелью и на ней были поселены запорожцы, изменившие России. Шафиров согласился только на то, чтобы граница была между Самарой и Орелью; остальные условия отверг безусловно. 
Состояние войны продолжалось до 1713 года, так как султан выдвинул новые требования, на которые Россия не согласилась. Адрианопольский мирный договор (1713) был заключён на условиях Прутского мирного договора 1711 года. Мирный договор был подписан, причём Порта потребовала, чтобы русские войска были выведены из Польши в двухмесячный срок и чтобы царь не въезжал туда даже без войска. С этих пор до самой смерти Петра отношения России с Портой были мирные, хотя Пётр всегда мечтал отнять у Османской империи уступленные земли. Желая вознаградить черногорцев, сербов и других христиан, приставших к России во время Прутского похода, Пётр предложил переселиться им в Россию.

## Хронология
Все даты по старому стилю.

### 1709 год
29 июля — Ультиматум русского посла П. А. Толстого султану о выдаче Карла XII и Мазепы. Нарастание напряжённости между странами.

### 1710 год
Май — Крымский хан Девлет II Гирей заключил военный союз с Филиппом Орликом, преемником Мазепы в стане мятежных казаков.
20 (9) ноября — Объявление Османской империей, подталкиваемой Карлом XII и Девлетом II Гиреем, войны России.

### 1711 год
1 января — Кубанский поход. Было принято решение об организации похода на Кубань, который возглавил казанский губернатор Пётр Апраксин.
Зима — Крымский фронт. Нападение крымских татар на Украину. Османские источники сообщают о походе русских войск в Молдову, и захвате ими интернированного там шведского отряда. Переброска русских войск из Прибалтики на Юг.
6—12 января — Крымский фронт. Войско (40 тысяч крымцев и ногайцев, 7-8 тысяч казаков, 3-5 тысяч поляков, 700 шведов полковника Цюлиха и 400 янычар) под командованием ханского сына Мехмеда Гирея перешло Перекоп и вторглось на Правобережную Украину. Этой армии противостояли 8 полков генерал-майоров Волконского и Видмана. На Левобережную Украину вторгся сам хан Девлет II Гирей (30-40 тысяч крымцев и ногайцев, 2 тысячи казаков и 40 шведских офицеров). Хану противостояли войска бригадира Осипова и корпус генерал-майора Ф. Ф. Шидловского (10 934 человек), под Воронежем — корпус Ф. М. Апраксина и 5 тысяч донских казаков.
Февраль — Крымский фронт. В течение первой половины февраля 1711 года крымцы легко овладели Брацлавом, Богуславом, Немировом, немногочисленные гарнизоны которых не оказали практически никакого сопротивления. Посланный гетманом И. С. Скоропадским компанейский полк есаула Бутовича был разбит при Лисянке, а сам Бутович едва спасся. Хан на Левобережной Украине сумел захватить Новосергиевскую крепость (в верховьях реки Самары), население которой, в основном бывшие запорожцы, сдалось без боя. Далее Девлет II бросился в направлении Харькова и Изюма, но был отбит и повернул в начале марта в Крым.
12 февраля — Крымский фронт. На военном совете в имении Потоцкого Немирове 12 февраля 1711 коронный гетман И. Потоцкий настаивал на скорейшем движении в Польшу, против Августа II. Тем не менее возобладала точка зрения Мехмеда Гирея и Орлика, согласно которой было решено взять Белую Церковь, затем идти к Фастову, где «дожидаться турок для совместного похода на Киев»
25 февраля — Манифест о войне с Османской империей. Зачитан в Успенском соборе Кремля в присутствии Петра I.
9 марта — Крымский фронт. Орлик и Мехмед Гирей обратились с призывом к украинскому народу бороться против «московской неволи». Мехмед Гирей заявил, что крымцы идут на помощь «всем стонущим под игом неволи» короля Августа и царя. Крымцам был отдан приказ «черкасам (украинцам) разорения не чинить, и в полон их не имать, и не рубить». Манифесты Орлика и Мехмеда Гирея первое время привлекли на их сторону часть казачества. В письме к хану Орлик сообщал, что за две недели его войско возросло до 40 тысяч человек.
25—26 марта — Крымский фронт. Свыше 30 тысяч крымцев и запорожцев подошли к Белой Церкви. Русский гарнизон крепости состоял из 500 солдат бригадира Аненкова и нескольких сотен казаков полковника А. Танского. 25 марта первая атака крепости была отбита. В ночь на 26-е крымцы и орликовцы напали повторно и смогли захватить предместье Белой Церкви. Но большего добиться им не удалось. Пушечный огонь гарнизона наносил сильные потери нападавшим. В 4-м часу ночи гарнизон совершил удачную вылазку, солдаты захватили неприятельские шанцы и «гранатами и оружием побили множество неприятелей и взяли несколько знамён». 26 марта утром неприятель предпринял ещё одну атаку, снова вошёл в Нижний город и установил там пушки. Аненков послал против них две роты солдат и гренадер вместе с казаками. Вылазка была удачной: ружейный огонь и гранаты наносили ощутимые потери осаждавшим. Потеряв свыше тысячи убитыми, Мехмед Гирей и Орлик отошли к Фастову. Атаки Черкасс, Канева и Чигирина также ни к чему не привели.
5 апреля — Крымский фронт. Против Новосергеевской крепости, где Девлетом Гиреем был оставлен гарнизон (1,5 тыс. запорожцев и крымцев под общим командованием запорожского полковника Нестулея), был послан отряд в 2,5 тысячи солдат и казаков под командованием Ф. Ф. Шидловского. После двухдневной осады крепость была освобождена. Таким образом, действия крымцев и запорожцев на Левобережье весной 1711 года оказались неудачными.
12—13 апреля — Прутский поход. Военный совет в Слуцке. Присутствуют, кроме Петра, фельдмаршал Шереметев и генерал Алларт, а также канцлер Головкин и посол в Речи Посполитой Григорий Долгоруков. Стратегическим планом предусматривалось раньше турок подойти к Дунаю и захватить переправы. Главные силы русской армии (Пётр I) должны были достигнуть Днестра к 15 мая. Шереметев должен был достигнуть Днестра не позже 20 мая, имея трёхмесячный запас продовольствия.
Апрель — Крымский фронт. Неудача под Белой Церковью, а также появление на Правобережной Украине 9 драгунских и 2 пехотных полков Д. М. Голицына вместе с казаками заставили Орлика и Мехмеда Гирея отступить. 15 апреля 1711 года возле Богуслава Д. М. Голицын настиг часть крымцев и отбил свыше 7 тысяч захваченного «ясыря». В конце апреля Мехмед Гирей и Орлик вернулись в Бендеры.
13 мая — Кубанский поход. 3 пехотных и 3 драгунских полка (6286 человек) вышли из Казани. В Царицыне к ним присоединились саратовские и симбирские дети боярские, царицынские и астраханские городовые люди и яицкие казаки. Позднее подошло 20 тысяч калмыков тайши Аюки.
26 мая — Прутский поход. Шереметев достиг Рашкова на Днестре.
Май — Крымский фронт. Нуреддин Бахт Гирей совершил нападение на Тор и Бахмут. Атака была отбита, но тем не менее задержала планируемый поход Бутурлина и Скоропадского на Крым.
27—30 мая — Прутский поход. Переправа через Днестр основных сил Шереметева. Узнав о движении к Дунаю крупных турецких сил, Шереметев поворачивает на Яссы.
29 мая — Прутский поход. Выход драгунских полков из Рашкова к Яссам.
30 мая — Крымский фронт. Русские войска в составе 7 пехотных и 1 драгунского полка (7178 человек), а также 20 тыс. казаков вышли из Переволочны на Крым. Движение войска было крайне затруднено громоздким обозом.
5 июня — Прутский поход. Армия Шереметева подошла к реке Прут.
7 июня — Крымский фронт. Бутурлин и Скоропадский прибыли в Новобогородицкую крепость. «Языки» сообщили им, что в верховьях Самары находится около 30 тысяч воинов Бахта Гирея. Оставив часть сил для охраны коммуникаций, Бутурлин медленно двинулся через Днепровские пороги.
12 июня — Прутский поход. К Шереметеву присоединился Пётр с гвардейскими полками. На военном совете было решено медленно идти вниз по течению реки и «вдаль не отдалятся». Заключаются договоры с господарями молдавским Дмитрием Кантемиром и валашским Бранкованом.
18—20 июня — Прутский поход. Главные силы русской армии сосредоточились на Днестре, в районе Сороки. В то же время турецкая армия (120 тысяч человек, 440 орудий) под командованием великого визиря Мехмеда Балтаджи переправилась через Дунай у Исакчи (18.06) и соединилась на левом берегу Прута с крымской армией (70 тысяч человек) хана Девлета II Гирея. По оценкам Петра у противника было до 270 тыс.ч.
25 июня — Прутский поход. Русская армия сосредотачивается в районе Ясс.
30 июня — Прутский поход. Пётр I отправил конный отряд (7 драгунских полков + небольшой отряд молдавской конницы, всего около 7 тысяч человек) генерала Ренне для захвата Браилова, а сам с главными силами (38246 человек и 5 тысяч молдаван; 122 (114) орудий) двинулся по правому берегу реки Прут.
2 июля — Крымский фронт. Бутурлин прибыл в Каменный Затон. Первоначально планировалось послать в Крым через Сиваш лёгкие казацкие отряды, но, как выяснилось, сделать этого было нельзя из-за нехватки лёгких судов.
7 июля — Прутский поход. Пётр I прибыл в Станилешти. Воспользовавшись нерешительностью русского авангарда (генерал Я. фон Эберштедт), османцы переправились через реку Прут у Фальчи, вынудив русский авангард отойти.
7 июля — Крымский фронт. Бутурлин получил сведения о выходе основных сил крымцев из Перекопа. Движение русского войска было остановлено. Вперёд послали только 4 батальона капитана Постельникова, который сжёг опустевшие курени Новой Запорожской Сечи и взял там 4 пушки. Состояние войска было крайне тяжёлое. Начался голод, пришлось есть только конину. Росло дезертирство как солдат, так и казаков. Тем временем 15 тысяч крымцев Бахта Гирея зашли в тыл Бутурлину и нависли над Слободской Украиной, Полтавским и Гадячским полками, Миргородом, Бахмутом и Тором. Удар они хотели нанести в районе Полтавы, куда не распространялась Изюмская черта.
8 июля — Прутский поход. Южнее Станилешти русские войска отбили атаки турецко-татарской конницы и отступили в укреплённый лагерь у урочища Новые Станилешти. Османцы заняли Фальчу.
9 июля — Прутский поход. Мехмед Балтаджи окружил русский лагерь. Русские отбили штурм: две атаки янычар, наскоки конницы. Потери: русские — убит генерал-майор Видман, 44 офицера,707 нижних чина; пропало без вести или попало в плен: 3 офицера и 739 нижних чина. Потери турок: 7 тысяч человек По другим данным соответственно: 3 тысяч и 8 тысяч.
10 июля — Прутский поход. Артиллерийская дуэль у русского лагеря. Отряд Ренне занял Мэксинени. Из-за безвыходного положения русской армии (окружение, нехватка продовольствия) было решено начать переговоры о мире. К османцам послан унтер-офицер Шепелев. Вечером послали вице-канцлера Шафирова.
11 июля — Прутский поход. Предварительный договор: Россия отдаёт Османской империи Азов, обязуется срыть крепости Таганрог, Богородицк и Каменный Затон. Русская армия отступает в Россию. Османский султан высылает Карла XII. Отряд Ренне подошёл к Браилову.
12 июля — Прутский поход. Подписание Прутского договора. В его гарантию у османцев в заложниках — вице-канцлер Шафиров и сын фельдмаршала Бориса Шереметева Михаил Шереметев. Русская армия выступила в обратный путь (по другим данным 14 июля). Вечером пять спешенных драгунских полка Ренне атаковали Браилов. Османцы не выдержали, оставили передовые укрепления и отступили в цитадель.
14 июля — Прутский поход. Цитадель Браилова капитулировала на условиях выхода из крепости.
16 июля — Прутский поход. Отряд Ренне отступил из Браилова.
22 июля — Прутский поход. Русская армия переправилась через Прут.
23—24 июля — Крымский фронт. Голод, дезертирство и опасение быть отрезанными от тыловых баз заставили Бутурлина и Скоропадского спешно, без приказа отступить. Таким образом, поход на Крым провалился и никак не повлиял на ход боевых действий: отвлечь основные крымские силы от главного театра военных действий в Молдавии не удалось.
1 августа — Прутский поход. Русская армия переправилась через Днестр (По другим данным: 3.08 в районе Могилёва-Подольского). Прутский поход стоил России 4 тысяч человек.
17 августа — Кубанский поход. Пётр Апраксин вышел из Азова и двинулся на юг. 26 августа была разорена ставка нуреддина Бахта-Гирея — Копыл. В победной реляции Пётр Апраксин сообщил, что было побито 11 460 ногайцев, а 21 тысяча — взята в плен. Неприятеля преследовали вдоль по течению Кубани на протяжении 100 вёрст, более 6 тысяч татар утонуло в реке.
6 сентября — Кубанский поход. Русские и калмыки разбили войско Бахта Гирея из 7 тысяч крымских татар и 4 тысяч казаков-некрасовцев. Был отбит русский полон в 2 тысячи человек. Однако поход завершить не удалось: известие о заключении Прутского мира заставило Петра Апраксина вернуться в Азов. Успех Кубанского похода не повлиял на общий неблагоприятный для России ход военных действий в Прутской кампании 1711 года.
14 декабря — Приказ Петра I Апраксину о сдаче Азова и разорении Таганрога.

### 1712 год
2 января — Азов сдан османам в полной сохранности и даже с 60-ю пушками, взятыми в 1695 году. Недовольный Прутским миром султан Ахмед III низложил великого визиря Мехмеда Балтаджи и отправил его в ссылку на остров Родос, где он был удавлен. На пост великого визиря назначен ага янычар Юсуф-паша.
5 апреля — Узнав о сдаче Азова, султан заключил мир с Россией (в Константинополе). Русские обязались вывести войска с территории Речи Посполитой и не вмешиваться в её дела.
Лето — Пётр I ввёл в Польшу корпус для транзита в Померанию.

### 1713 год
13 июня — Османская империя и Россия заключили окончательный мирный договор. Подтверждал договоры 1711 и 1712 годов, ставил Запорожскую Сечь под юрисдикцию султана. Ещё одним важным последствием войны стала гибель Азовского флота (почти пятьсот кораблей). Несмотря на победу Османской Империи, это не могло остановить её стремительный упадок и постепенную утрату своих земель. 